# 生活手段
生活手段（せいかつしゅだん）とは、生活をしていくための手段のことである。
例えば、遊牧民は生活手段として遊牧を行っており、それによって（直接的に）食糧や衣服を得ている。移動しつつ動物を育て、動物の乳を飲み、（時には動物の肉を食べ）、動物の毛を刈り、糸を撚り、それを織って 衣服などを作って生活してきた（ /している）のである。農民は生活手段として農業をおこなっており、それによって食糧や衣服を得ている。様々な植物（農産物）を育て、それを食糧とし、植物繊維や動物繊維、例えばワタの繊維を糸にしたもの（木綿）、かいこの作りだす繊維を糸にしたもの（絹糸）を織って布を作り、衣服を作り生活してきた（ /している）のである。
現代日本では（食糧や衣服の生産を直接的に自力で行っている人は少なく、）分業化が進んでおり、貨幣を得て食糧や衣服などを購入して生活している人が多いので、（これら日本人の中では多数派の人々では）「生活手段」というのが、多くの場合、収入を得るための仕事という意味で用いられている。
「生活手段」というのはマルクス経済学においても用いられている用語・概念である。マルクス経済学においては、「資本主義的生産様式から生まれる資本主義的取得様式は、それゆえ資本主義的な私的所有は、自分の労働に基づく個人的な私的所有の最初の否定である。しかし、資本主義的生産は、自然過程の必然性を以てそれ自身の否定を生み出す。これは否定の否定である。この否定は、私的所有を再建するわけではないが、資本主義時代の成果すなわち協業と土地の共同占有並びに労働そのものによって生産された生産手段の共同占有を基礎とする個人的所有を再建する」とし生産手段の共有を基礎に生活手段は私的所有としてますます豊かにしていくとし、人間が生活を行っていくうえで必要な物ということになっている。ここでは労働者というのは生活手段から分離された存在に置かれている。このため自分に必要な生活手段というのは自分以外の誰かが所有者となっており、その所有者から購入するという形で自身が入手するということになっている。このような社会においての労働者というのは、相互に自由で平等な個人として商品所有者と向かい合うということになっている。